# Toyota Starlet

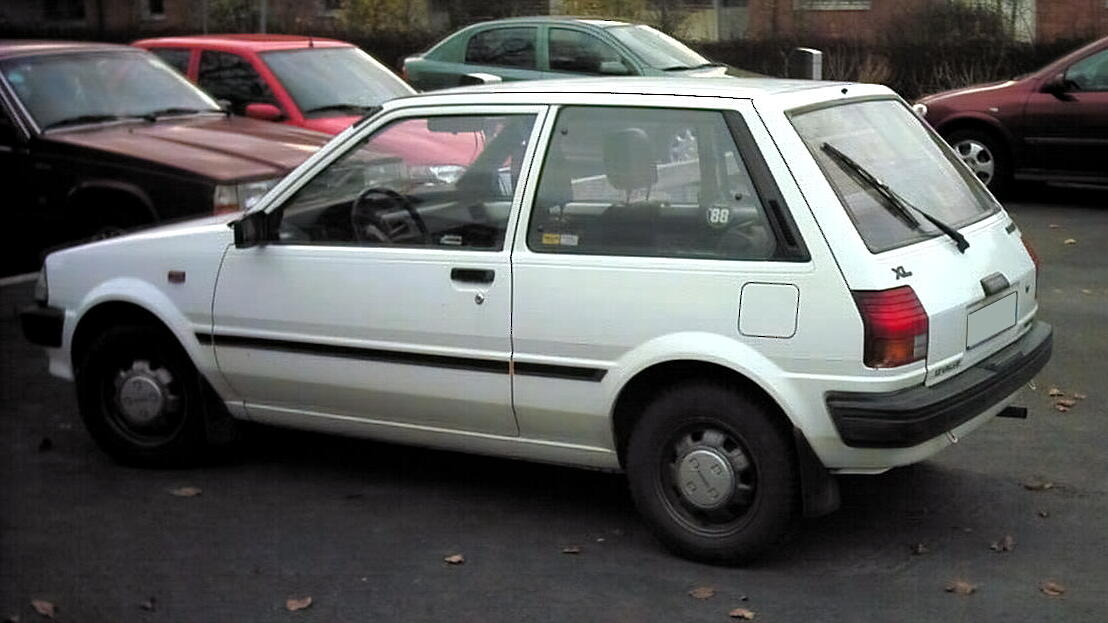
Starlet EP71 från 1988

Toyota Starlet är en mindre bilmodell tillverkad av Toyota som tillverkades i fem generationer från 1973-1999. Starlet blev framhjulsdriven fr.o.m. modellbytet 1984. Då kom också en ny 1,3-liters motor med 12 ventiler (2 insugsventiler och en avgasventil per cylinder). Den blev mycket populär, men den trafiksäkerhetsdebatt som bröt ut i Sverige kring Nissan Micra gjorde att många kunder var skeptiska till att köpa japanska småbilar. Därför ersattes Starlet på den svenska marknaden av en enklare version av Corolla E90 med samma motor som Starlet.
- KP40: 1973-1978  (Bakhjulsdriven)
- KP60: 1978-1984  (Bakhjulsdriven)
- EP70: 1984-1989  (Framhjulsdriven)
- EP80: 1989-1995  (Framhjulsdriven)
- EP90: 1995-1999  (Framhjulsdriven)

Från och med 1999 efterträddes den av Toyota Yaris.